# Dark Lunacy
Dark Lunacy est un groupe de death metal mélodique à tendances metal symphonique italien, originaire de Parme. Les membres décrivent le style musical du groupe sous le terme de « dramatic death metal ».
Dark Lunacy est formé en 1997 par le chanteur Mike Lunacy et le guitariste Enomys. Une fois la formation complétée, le groupe part en studios pour enregistrer leur premier album, Devoid, qui sort l'année suivante, en 2000. En juin 2003, le groupe publie indépendamment son deuxième album, Forget Me Not. Il suit d'un troisième album, The Diarist, troisième album, en 2006, et d'un quatrième album, Weaver of Forgotten, en 2010. Le 9 mai 2014, ils publient leur cinquième album, The Day of Victory, et en annoncent un sixième courant 2016.

## Biographie

### Débuts etDevoid(1997-2001)
Dark Lunacy est formé en 1997 à Parme, en Italie, par le chanteur Mike Lunacy et le guitariste Enomys. S'ils se définissent selon un genre, appelé « dramatic death metal », qui n'appartient qu'à eux, c'est que leur musique mêle des atmosphères épiques, régulièrement issues de la culture russe, à des riffs rapides et brutaux et une recherche constante de la mélodie. La formation ne sera complétée qu'en 1999 par l'arrivée du batteur Baijkal et du bassiste Harpad. 
Une fois la formation complétée, le groupe part en studios pour enregistrer leur premier album, Devoid, qui sort l'année suivante, en 2000. Avec un nouveau contrat au label Metal Blade Records, Devoid est réédité et distribué dans toute l'Europe, puis à travers le monde en 2001,,. Le groupe filme également un clip pour la chanson Dolls. L'une des caractéristiques du groupe est d'avoir recours à un quatuor à cordes et un chœur à trois voix composé de 20 membres. En 2001, Harpad quitte la formation, et sera par la suite remplacé par Imer. 

### TwiceetForget Me Not(2002-2005)

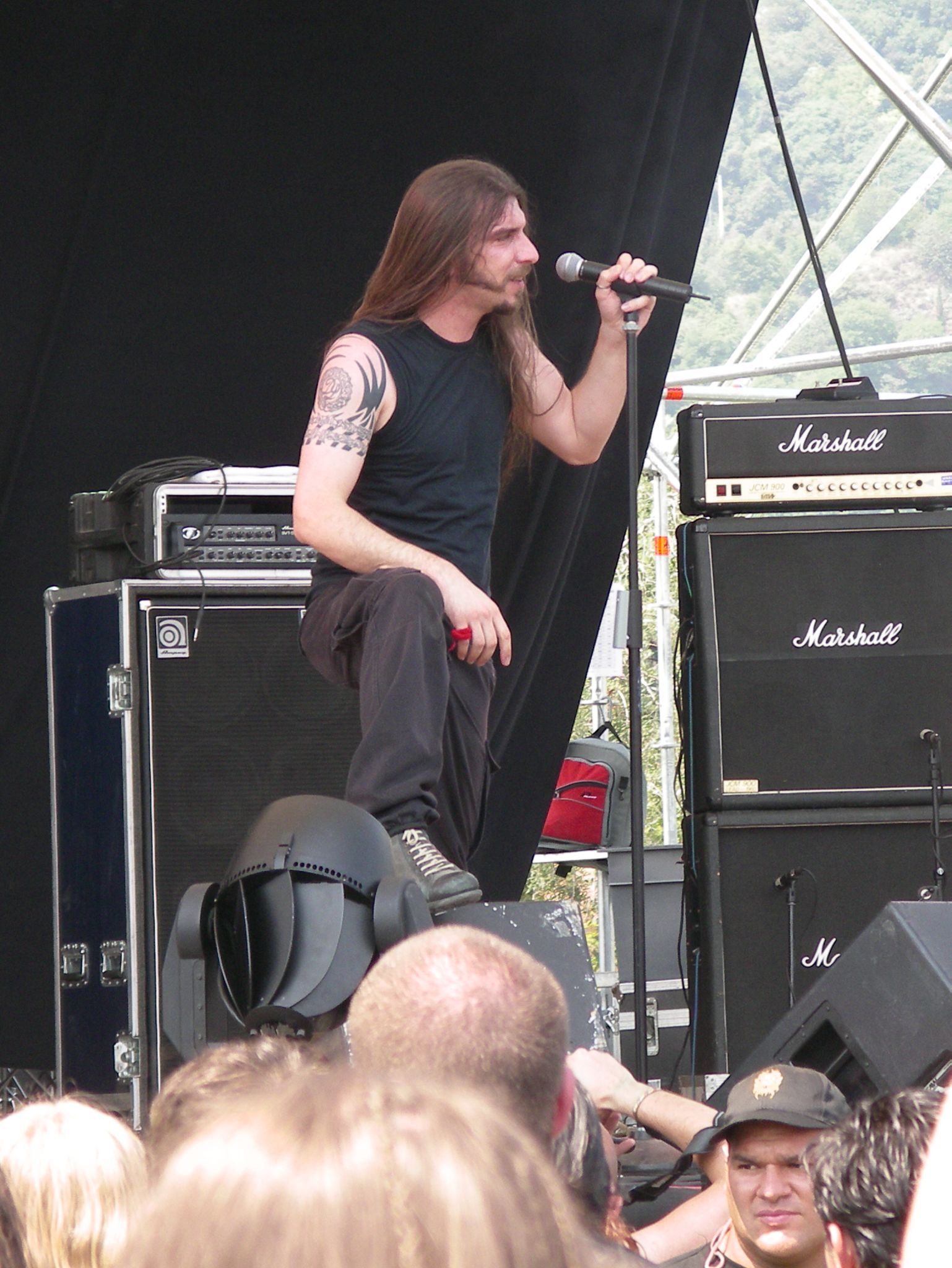
Mike Lunacy, avec le groupe, sur scène en 2005.

Avec une nouvelle formation, Dark Lunacy enregistre et publie un split-CD intitulé Twice, avec Infernal Poetry, en 2002. Il comprend les titres Defaced et Die to Reborn, ainsi que le vidéoclip de la chanson Dolls. 
En juin 2003, le groupe publie indépendamment son deuxième album, Forget Me Not, une nouvelle démonstration de style empreint de puissance, mélodie et profonde nostalgie.

### The Diarist(2006-2009)
Il faut attendre 2006 pour la sortie de The Diarist, troisième album imprégnée de culture russe, mais aussi par la Seconde Guerre mondiale. L'album, publié aux labels Fuel Records et Frontiers Records, comprend des titres comme Pulkovo Meridian, Heart of Leningrad et Motherland. Le single-titre possède son propre clip. The Diarist est bien accueilli par la presse spécialisée,. 
Peu après cette sortie, Baijkal et Imer quittent le groupe pour des raisons personnelles. Ils sont alors remplacés par Mary Ann et Mathias en août 2006,. Cependant, en automne de 2007, Baijkal et Imer retournent dans le groupe. Mathias part donc de Dark Lunacy, et Mary Ann laisse son poste de bassiste et devient la seconde guitariste. Vers 2008, le groupe part en tournée en soutien à son album, jouant notamment à Saint-Pétersbourg, en Russie, en avril.

### Weaver of Forgotten(2010-2011)
Le 22 juin 2010, le chanteur Mike annonce que le groupe a terminé son quatrième album. Il explique qu'il s'agira d'un album-concept intitulé Weaver of Forgotten. Le 9 novembre 2010, le groupe sort Weaver of Forgotten, au style beaucoup plus incisif que ces prédécesseurs. Il est publié au label Fuel Records

### The Day of Victory(depuis 2012)
Avec une nouvelle formation, le groupe enregistre leur tournée au Mexique en 2012 pour la sortie d'un DVD live. Ce coffret CD/DVD, intitulé Live In Mexico City, est publié le 16 septembre 2013. Au début de 2014, Dark Lunacy annonce son cinquième album, The Day of Victory, qui comprendra 10 chansons, prévu pour le 9 mai 2014,. En juillet la même année, Dark Lunacy annonce sa tournée The Day of Victory dans neuf villes en Russie.
Du 21 au 23 août 2015, Dark Lunacy tourne pour la toute première fois au Japon dans les villes d'Osaka, Nagoya et Tokyo, respectivement. En septembre 2016, Dark Lunacy annonce un nouvel album encore sans titre prévu pour le 11 novembre la même année,.

## Membres

### Membres actuels
- Michele « Mike Lunacy » Belli - chant, piano
- Jacopo Rossi - basse

### Anciens membres
- Daniele Galassi - guitare
- Alessandro Vagnoni - batterie
- Andy Marchini - basse
- Claudio Cinquegrana - guitare
- Mary Ann - guitare
- Baijkal - batterie
- Imer - basse
- Simon - guitare
- Enomys - guitare, piano
- Mathias - batterie
- Harpad - basse
- Vault - batterie

## Discographie
- 1998 : Silent Storm (EP)
- 1999 : Serenity (démo)
- 2000 : Devoid
- 2002 : Twice (split avec Infernal Poetry)
- 2003 : Forget Me Not
- 2006 : The Diarist
- 2010 : Weaver of Forgotten
- 2012 : Live in Mexico City (album live)
- 2014 : The Day of Victory